# Груша, Антон Йозеф
Антон Йозеф Груша (нем. Anton Josef Gruscha; 3 ноября 1820, Вена, Австрийская империя — 5 августа 1911, замок Кирхберг, Нижняя Австрия, Австро-Венгрия) — австро-венгерский кардинал. Титулярный епископ Карре с 28 марта 1878 по 23 июня 1890. Архиепископ Вены с 23 июня 1890 по 5 августа 1911. Кардинал-священник с 1 июня 1891, с титулом церкви Санта-Мария-дельи-Анджели-э-деи-Мартири с 17 декабря 1891.